# Everman (Teksas)
Everman je grad u američkoj saveznoj državi Teksas. Prema popisu stanovništva iz 2010. u njemu je živjelo 6.108 stanovnika.